# Christuskerk (Karlsruhe)
De Christuskerk (Duits: Christuskirche) is een protestantse kerk in Karlsruhe (Baden-Württemberg) en werd tussen 1896 en 1900 door de architecten Robert Curjel en Karl Moser (Karlsruhe resp. Zürich) aan de Mühlburger Poort gebouwd.

## Geschiedenis

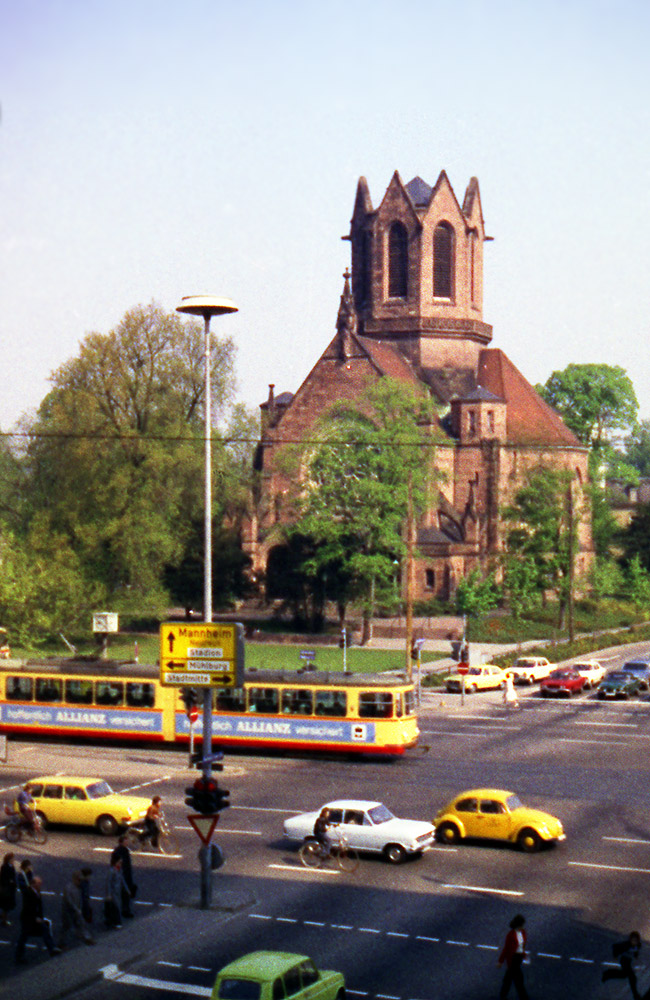
De Christuskerk nog zonder spits (1980)

De eerste plannen tot het bouwen van een kerk gaan op de jaren 1888-1892 terug. Na een architectuurwedstrijd wisten Curjel en Moser de opdracht in de wacht te slepen. Op 14 oktober 1900 werd het kerkgebouw ingewijd.
Tijdens de Tweede Wereldoorlog werden in juni 1942 de klokken gevorderd om ze voor wapens om te laten smelten, zoals dat gebeurde met veel bronzen kerkklokken in Duitsland en de door Duitsland bezette gebieden.
De Christuskerk zelf werd in de oorlog door luchtaanvallen zwaar beschadigd, eerst in de nacht van 2 op 3 september in 1942 tijdens het grote bombardement op Karlsruhe en een tweede maal in de nacht van 4 naar 5 december in 1944. Er werd grote schade berokkend aan de ramen, de gewelven en het roosvenster boven de ingang.
Onmiddellijk na het oorlogseinde werd begonnen met de herbouw van de kerk. In de jaren 1985-1988 werd ten slotte ook de oorspronkelijke spits weer gereconstrueerd.

## Gemeente
Aan de kerk is een kerkkoor, een oratoriumkoor, een kamerkoor en een blaasensemble verbonden, die de eredienst opluisteren en regelmatig concerten geven. In samenwerking met de protestantse stadskerk wordt er met de zangschool Cantus Juvenum gewerkt aan de vocale opleiding van jongens en meisjes.

## Orgel
Het orgel van de Christuskerk werd in 1966 door de orgelbouwer Johannes Klais (Bonn) gebouwd. Het instrument had 57 registers (ongeveer 5.000 pijpen), verdeeld over vier manualen en pedaal. De speeltracturen waren mechanisch en de registertracturen elektrisch.
In de jaren 2008-2010 werden vrijwel alle registers onveranderd in een geheel nieuw orgel geïntegreerd. Het vernieuwde en vergrote orgel werd in 2010 ingewijd en heeft nu 86 registers (6000 pijpen) op vier manualen en pedaal. Daarmee is het orgel van de Christuskerk nu het grootste orgel dat ooit in Karlsruhe werd gebouwd en het grootste nieuwbouworgel van Baden sinds 100 jaar. De benodigde middelen (circa EUR 1.500.000) voor de bouw van het nieuwe orgel werden door schenkingen van de burgers van Karlsruhe bijeengebracht.

## Klokken
(nummer - naam - toon - gewicht)
1. Friedensglocke, f0, 9160 kg, 2410 mm doorsnee
2. Christusglocke , c1, 1730 kg
3. Kreuzglocke , d1, 1520 kg
4. Dreieinigkeitsglocke , f1, 893 kg
5. Heiliggeistglocke , g1, 583 kg
6. Lutherglocke , a1, 450 kg

Op 24 september 2004 werd in het kader van de zogenaamde Klokkendagen in Karlsruhe de grote Friedensglocke in de klokkengieterij Bachert gegoten. Het betreft de grootste kerkklok van Baden-Württemberg. De namen van de 1000 mensen die het gieten van deze nieuwe klok financieel mogelijk maakten werden in de klok gegraveerd. Elke dag om 12:00 uur luidt de klok circa vijf minuten om te herinneren aan het gebed voor de vrede.

## Afbeeldingen

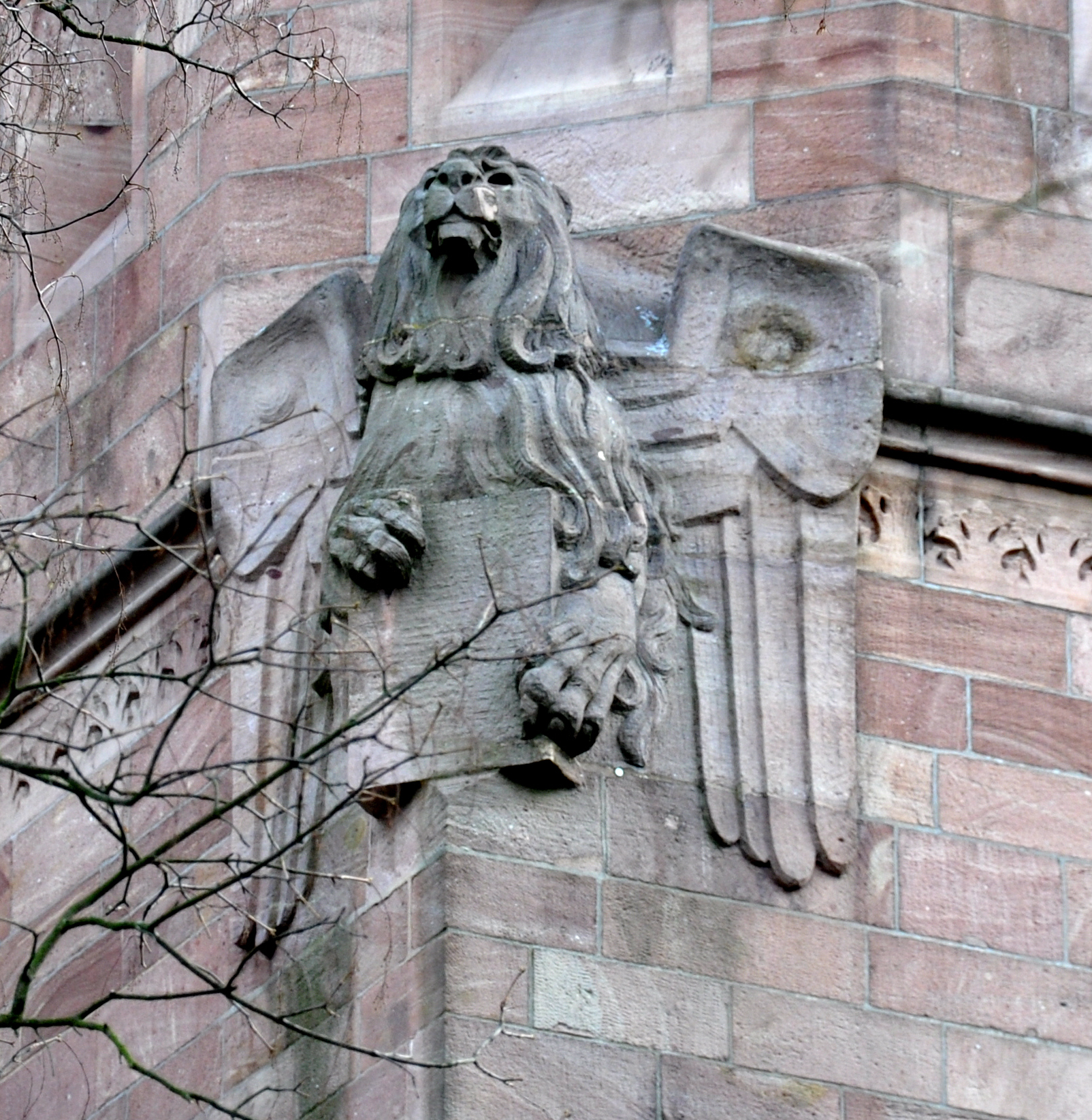
Bouwdetail
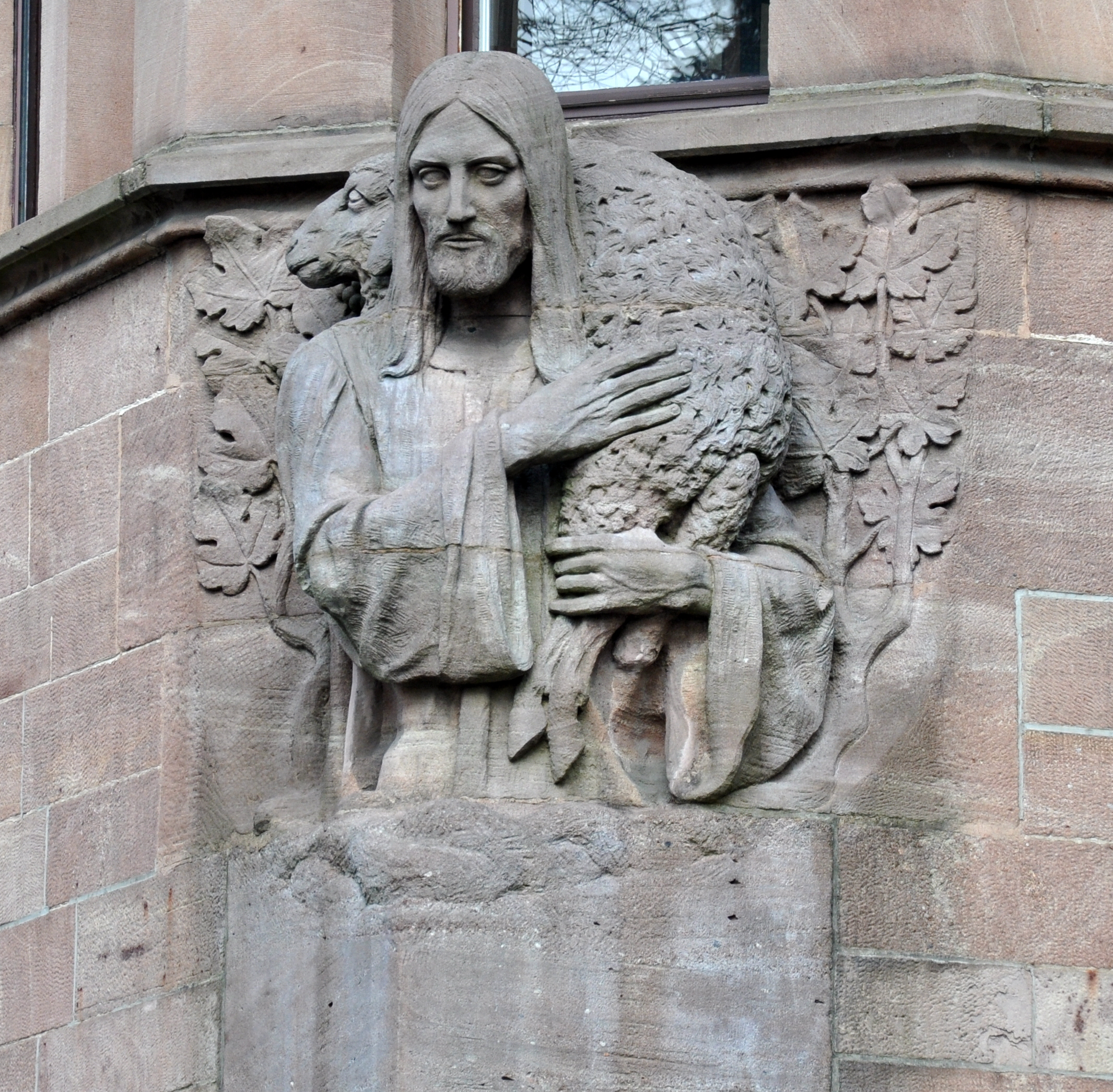
Bouwdetail
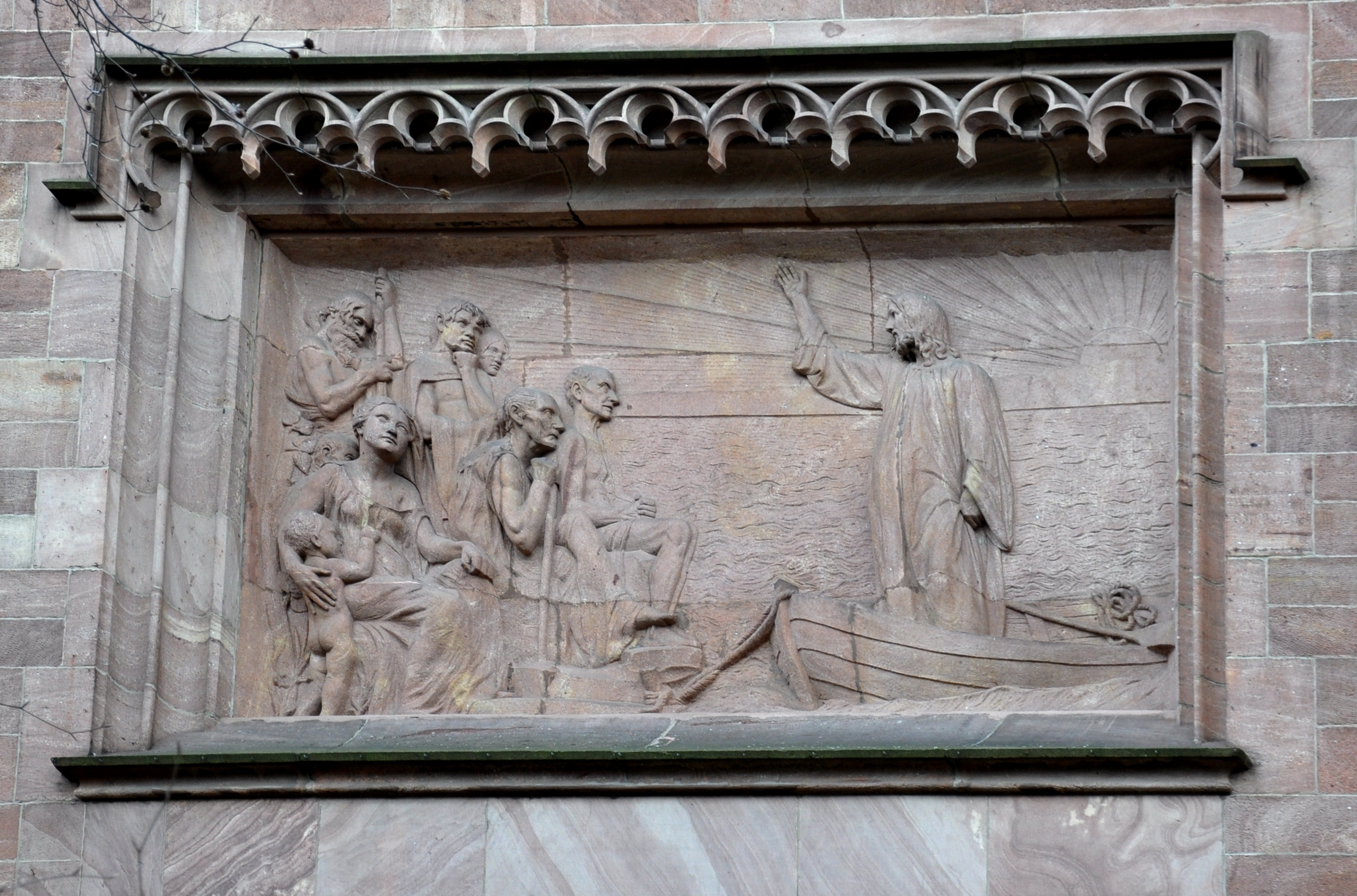
Reliëf
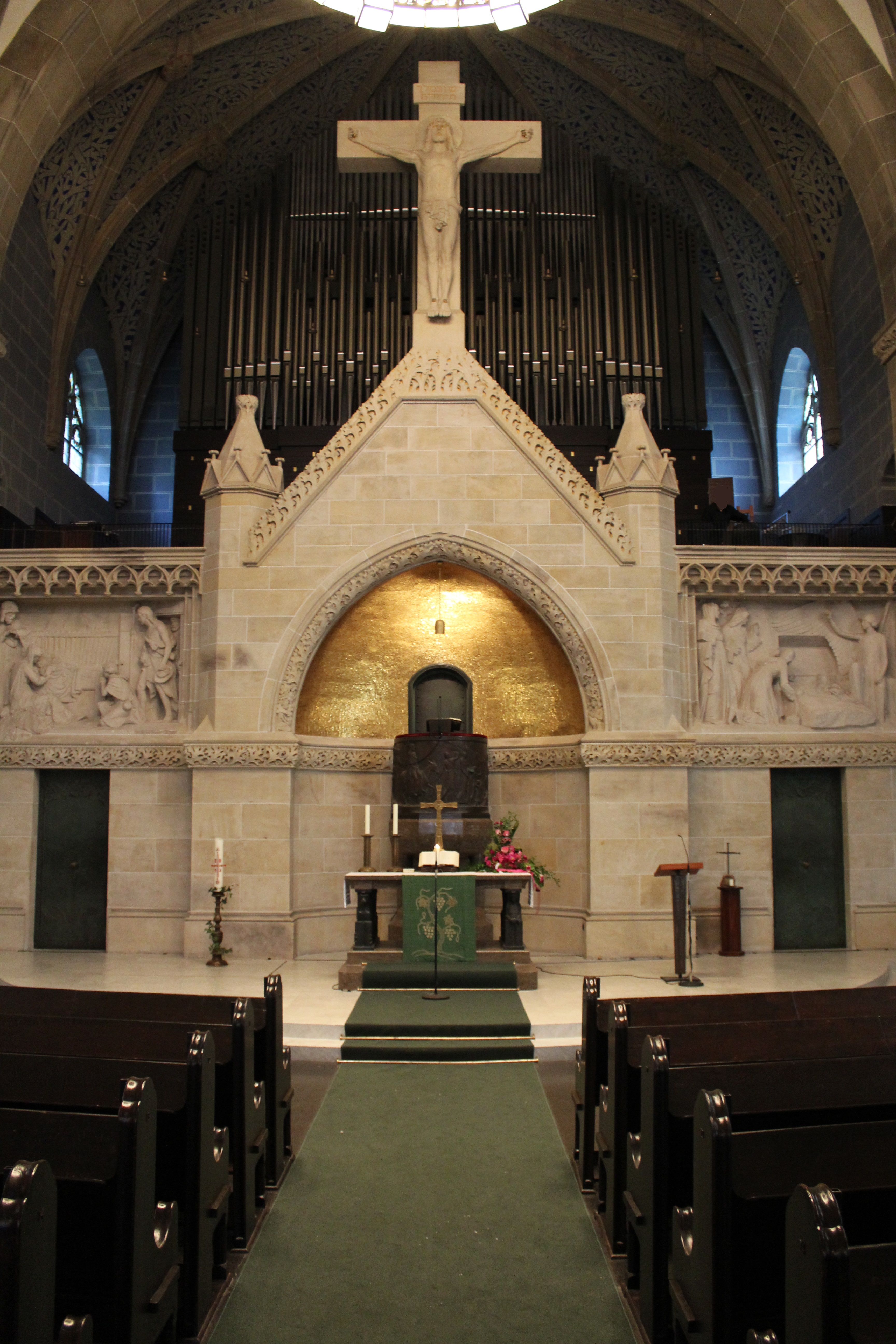
Kanselaltaar
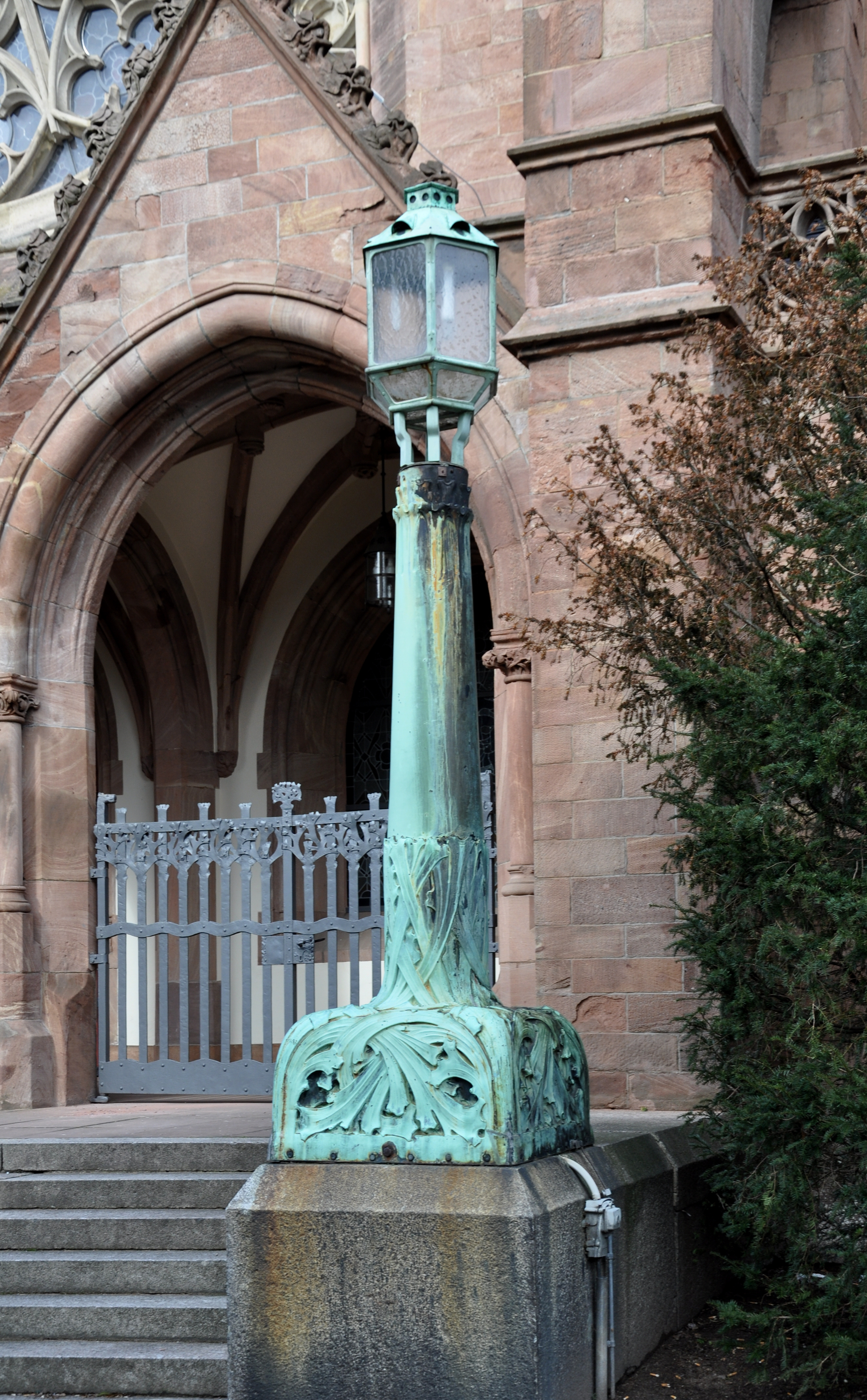
Lantaarn